# Fredrik Kessiakoff

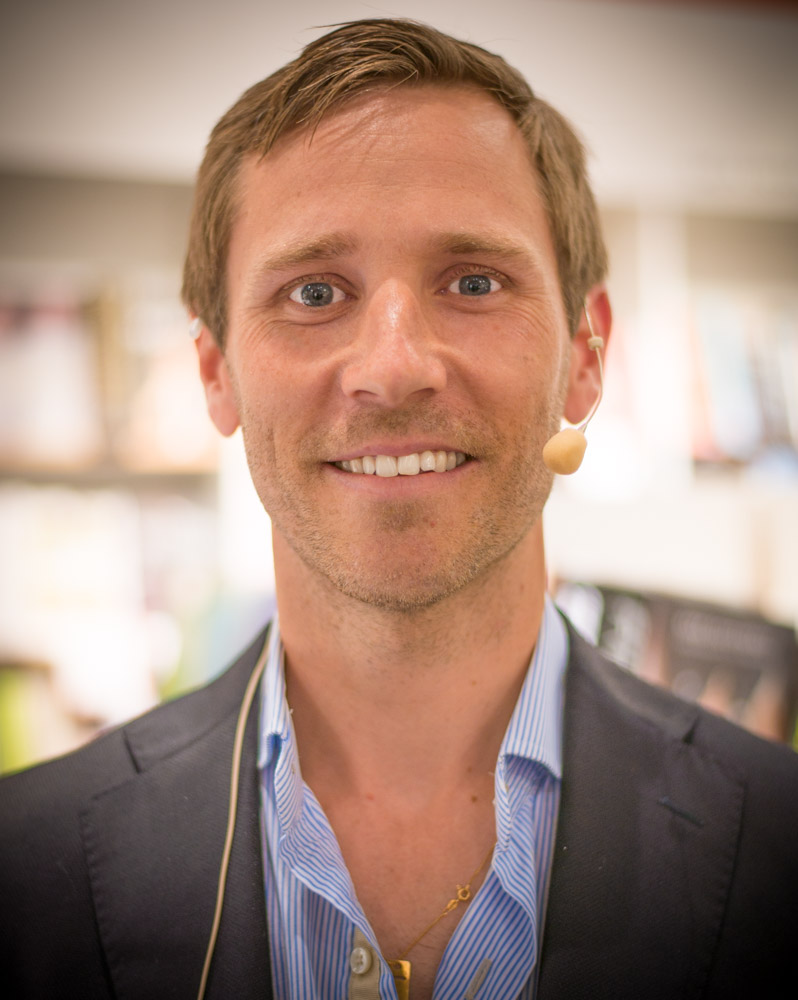
Fredrik Kessiakoff (2015)

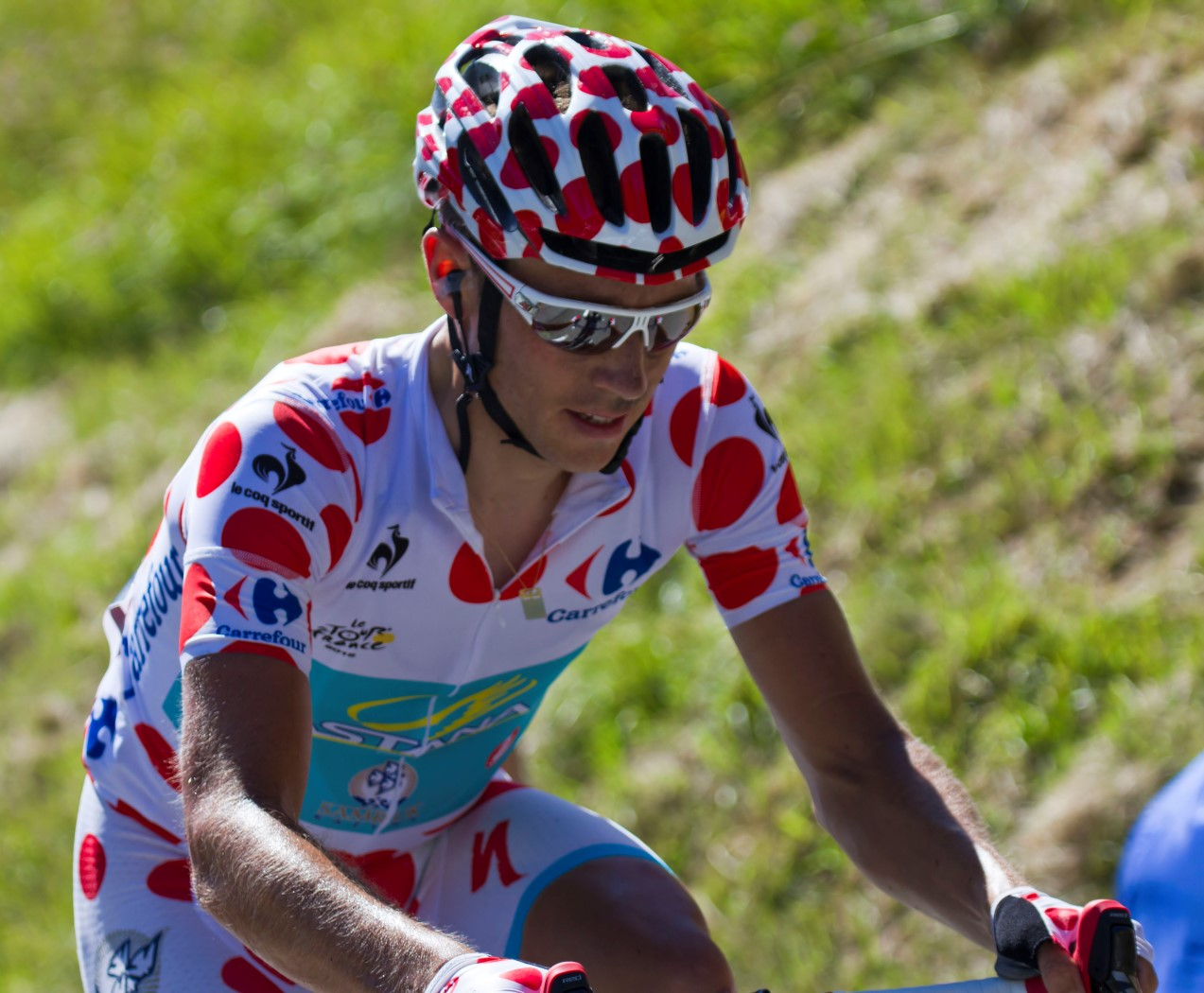
Kessiakoff im Bergtrikot der Tour de France 2012

Fredrik Carl Wilhelm Kessiakoff (* 17. Mai 1980) ist ein ehemaliger schwedischer Radsportler.

## Karriere
Fredrik Kessiakoff widmete sich zu Beginn seiner Karriere vor allem dem Mountainbikesport und wurde zwischen 2001 und 2008 achtmal schwedischer Meister in MTB-Disziplinen. Bei der Mountainbike-Weltmeisterschaften 2006 im neuseeländischen Rotorua gewann Kessiakoff die Bronzemedaille im Cross Country-Rennen.
Parallel hierzu schloss er sich im Jahr 2000 dem Straßenradsport-Team Crescent an, für das er drei Jahre lang fuhr. In der Saison 2005 wurde er beim Ringerike Grand Prix auf dem dritten Teilstück Etappenzweiter. Beim Giro del Lago Maggiore schaffte er es 2006 auf den zweiten Rang hinter dem Sieger Giairo Ermeti. Ende der Saison fuhr er für das britische Professional Continental Team Barloworld als Stagiaire.
Im Jahr 2009 wurde er Mitglied des UCI ProTeams Fuji-Servetto und konzentrierte sich auf die Straße. Bei der Österreich-Rundfahrt 2011 gewann er die zweite Etappe mit der Bergankunft am Kitzbüheler Horn und feierte dadurch seinen ersten internationalen Einzelerfolg. Den hier erkämpften Vorsprung konnte er bis zum Ende der Rundfahrt verteidigen und damit auch den ersten Sieg in einem Etappenrennen erreichen. Mit seinen beiden Siegen in den Einzelzeitfahren der Tour de Suisse 2012 und der Vuelta a España konnte er erstmals Rennen der UCI WorldTour gewinnen. In der Tour de France 2012 gewann er die Sonderwertung Souvenir Henri Desgrange.
Nach zwei sieglosen Jahren beendete Fredrik Kessiakoff Ende 2014 seine Karriere.

## Erfolge
2001
- Schwedischer Meister Einzelzeitfahren (MTB)

2002
- Schwedischer Meister Einzelzeitfahren (MTB)

2004
- Schwedischer Meister XC (MTB)

2006
- Schwedischer Meister XC (MTB)

2007
- Schwedischer Meister Einzelzeitfahren (MTB)
- Schwedischer Meister XC (MTB)

2008
- Schwedischer Meister Einzelzeitfahren (MTB)
- Schwedischer Meister XC (MTB)

2011
- Gesamtwertung und eine Etappe Österreich-Rundfahrt

2012
- eine Etappe Tour de Suisse
- eine Etappe Vuelta a España

## Grand-Tour-Platzierungen
| Grand Tour            | 2009 | 2010 | 2011 | 2012 | 2013 | 2014 |
| --------------------- | ---- | ---- | ---- | ---- | ---- | ---- |
| Giro d’ItaliaGiro     | 50   | –    | –    | –    | 90   | –    |
| Tour de FranceTour    | –    | –    | –    | 40   | DNF  | –    |
| Vuelta a EspañaVuelta | 72   | –    | 34   | 61   | –    | –    |

## Teams
- 2000–2002 Team Crescent
- 2004 Siemens Mobile-Cannondale
- 2006 Barloworld (ab 1.8. als Stagiaire)
- 2007 Cannondale-Vredestein
- 2009 Fuji-Servetto
- 2010 Garmin-Transitions
- 2011 Pro Team Astana
- 2012 Astana Pro Team
- 2013 Astana Pro Team
- 2014 Astana Pro Team